# Josh Holloway
Joshua Lee Holloway (San Jose, 20 de julho de 1969) é um ator norte-americano, conhecido pelo seu personagem James Ford na série de televisão Lost.

## Biografia
Josh Holloway nasceu na Califórnia mas muito cedo sua família mudou-se para a Geórgia, onde cresceu. Estudou na Universidade da Geórgia, mas saiu pouco após um ano para seguir a carreira de modelo.
O interesse pela carreira de ator levou Josh para Los Angeles, onde começou a carreira no seriado Dr. Benny. Prosseguiu a carreira com os filmes Cold Heart de 2001, ao lado de Nastassja Kinski, Mi amigo e Moving August, de 2002. Ganhou destaque no papel principal do filme para televisão Sabretooth, em 2002. Fez aparições em um episódio das séries de televisão Good Girls Don't, The Lyon's Den, Walker, Texas Ranger, CSI: Crime Scene Investigation (CSI: Investigação Criminal no Brasil, e Crime sob Investigação em Portugal) e Angel.
Josh apareceu também no videoclipe da canção Cryin', da banda Aerosmith em 1993, e na canção Tell Me, de Billie Myers, em 1998.
Josh Holloway é mais conhecido por sua participação no seriado norte-americano Lost, no papel de James "Sawyer" Ford. O seriado tornou Josh uma celebridade mundial e, com pouco tempo para se dedicar a outros projetos, mesmo assim em 2007 Josh estrelou o filme Whisper, e apareceu no videogame Command & Conquer 3: Tiberium Wars, no papel de Ajay. Neste mesmo ano, Josh foi convidado a participar do filme X-Men Origens: Wolverine, como o mutante Gambit, mas teve que recusar devido a falta de tempo por sua participação em Lost. Em 2005, a revista People elegeu Josh Holloway uma das 50 pessoas mais bonitas do mundo.
Em 2004 Josh Holloway casou-se com sua antiga namorada Yessica Kumala. Em 9 de Abril de 2009 nasceu a primeira filha do casal, Java Kumala Holloway.
Em 2011 participou do filme "Missão Impossível - Protocolo Fantasma", como o personagem Trevor Hanaway.
Em 2014, o ator estava em gravando para a nova série da CBS - Columbia Broadcasting System, Intelligence, como o personagem Gabriel Vaughn, mas ela foi cancelada.

## Filmografia

### Filmes
| Ano  | Título                               | Título em português                     | Papel               | Notas                |
| ---- | ------------------------------------ | --------------------------------------- | ------------------- | -------------------- |
| 2001 | Cold Heart                           |                                         | Sean                |                      |
| 2002 | Moving August                        |                                         | Loren Carol         |                      |
| 2002 | Mi Amigo                             |                                         | Jovem Pal           |                      |
| 2002 | My Daughter's Tears                  |                                         | Não creditado       |                      |
| 2002 | Sabretooth                           |                                         | Trent Parks         | Filme para televisão |
| 2003 | Doctor Benny                         |                                         | Pheb                |                      |
| 2006 | Just Yell Fire                       |                                         | Ele mesmo           |                      |
| 2007 | Whisper                              | Reféns do Mal                           | Max Truemont        |                      |
| 2009 | Stay Cool                            | E se o amor acontece...                 | Wino                |                      |
| 2011 | Mission: Impossible - Ghost Protocol | Missão: Impossível - Protocolo Fantasma | Trevor Hanaway      |                      |
| 2011 | Five                                 | Five                                    | Bill                | Filme para televisão |
| 2013 | Battle of the Year: The Dream Team   | A Batalha do Ano                        | Jason Blake         |                      |
| 2013 | Paranoia                             | Conexão Perigosa                        | Agent Gamble        |                      |
| 2014 | Sabotage                             |                                         | Eddie "Neck" Jordan |                      |

### Televisão
| Ano       | Título                         | Título em português              | Papel                | Nota |
| --------- | ------------------------------ | -------------------------------- | -------------------- | --- |
| 1999      | Angel                          | Angel                            | Good Looking Guy     | Temporada 1 - Episódio ''City Of Los Angeles" (1x01) |
| 2000      | Walker, Texas Ranger           | Walker, Texas Ranger             | Ben Wiley            | Temporada 9 - Episódio ''Medieval Crises'' (9x07) |
| 2003      | CSI: Crime Scene Investigation | CSI: Las Vegas                   | Kenny Richmond       | Temporada 4 - Episódio ''Assume Nothing - Part 1" (4x01) |
| 2003      | The Lyon's Den                 | The Lyon's Den                   | Amante Jovem de Lana | Temporada 1 - Episódio ''Separation Anxiety" (1x08) |
| 2004      | NCIS                           | NCIS - Investigações Criminais   | Xerife               | Temporada 1 - Episódio ''My Other Left Foot" (1x12) |
| 2004      | Good Girls Don't               |                                  | Eric                 | Temporada 1 - Episódio ''Addicted to Love'' (1x03) |
| 2004-2010 | Lost (série de televisão)      | Lost (série de televisão)        | James "Sawyer" Ford  | 116 episódios Prêmio Saturno de Melhor Ator na Televisão Screen Actors Guild Award por Melhor Performance de Elenco em Série Dramática Indicado - Indicado - Golden Nymph Award de Melhor Ator de Série Dramática (2007, 2009-10) Indicado - Prêmio Saturno de Melhor Ator Coadjuvante na Televisão (2007-09) |
| 2011      | Community                      | Community                        | Black Rider          | Temporada 2 - Episódio ''A Fist Full Of PaintBalls" (2x23) |
| 2013      | Yo Gabba Gabba!                | Yo Gabba Gabba![ligação inativa] | Fazendeiro Josh      | Temporada 4 - Episódio "Farm" (4x12) |
| 2014      | Intelligence                   | Intelligence                     | Gabriel Vaughn       | Papel Principal |
| 2015-2018 | Colony                         |                                  | Will Bowman          | Papel Principal |